# Vi de Catalunya

Distribució de la vinya a Catalunya. Font [http://www.gencat.net/darp/c/dades/eag/doc/map0411.pdf

El vi a Catalunya té una llarga tradició cultural constituint una regió vinícola històrica amb unes peculiaritats pròpies. El sector està regulat per l'Institut Català de la Vinya i el Vi. El vi del Rosselló tradicionalment també s'anomena vi català.
El subsector del vi i derivats ocupa el quart lloc dins del sector agroalimentari català, i representa el 25% de la producció d'Espanya. La producció anual és de més de 380 milions d'ampolles de les que unes dues terceres parts es destinen a l'exportació. Aproximadament, la meitat de la producció és de vi i l'altra meitat és de cava.

## Història
La vinya i el vi van ser introduïts pels grec a l'àrea de l'Empordà. En època dels romans es va desenvolupar el comerç dels vins del Camp de Tarragona i d'Alella, als voltants de Tàrraco i Bàrcino.
Al segle xviii es va estendre l'exportació. Per una banda s'exportava el vi de l'Empordà al Llenguadoc, i per altra banda es va estimular el conreu de les comarques litorals i prelitorals per l'exportació a Amèrica com a vi concentrat en aiguardent. Des de Vilanova i la Geltrú s'exportava la producció del Penedès, des de Salou la producció del Baix Camp i del Priorat, i en menor mesura des dels ports de Roses, Begur, Mataró, Barcelona i Tarragona.
A partir del 1865, amb la irrupció de la fil·loxera a França, tots els ports van orientar l'exportació cap al Llenguadoc i Provença per atendre la gran demanda francesa. Entre els anys 1878 i 1900 la fil·loxera va acabar destruint tota la vinya de Catalunya. La replantació va comportar un canvi, passant la producció màxima del Bages al Penedès, i provocant el despoblament del Priorat. La replantació de ceps blancs va afavorir el desenvolupament del cava. Es van crear les primeres cooperatives vinícoles a Alella, Igualada i Artés, impulsades per la Mancomunitat de Catalunya. Coincidint amb el modernisme es van construir grans celles cooperatius, anomenats "catedrals del vi", a Barberà de la Conca, l'Espluga de Francolí, Falset, etc. A Raimat es va produir una experiència inèdita a Europa de colonització agrícola.
Durant la Primera Guerra Mundial es va produir una demanda excepcional. La superproducció va quedar paralitzada per la Guerra civil espanyola i la Segona Guerra Mundial. A partir dels anys 1960 el conreu es va renovar introduint noves varietats de raïm i nous mètodes vinícoles, destacant el Penedès com a capdavanter en tecnologia i la recuperació del Priorat.

## Geografia

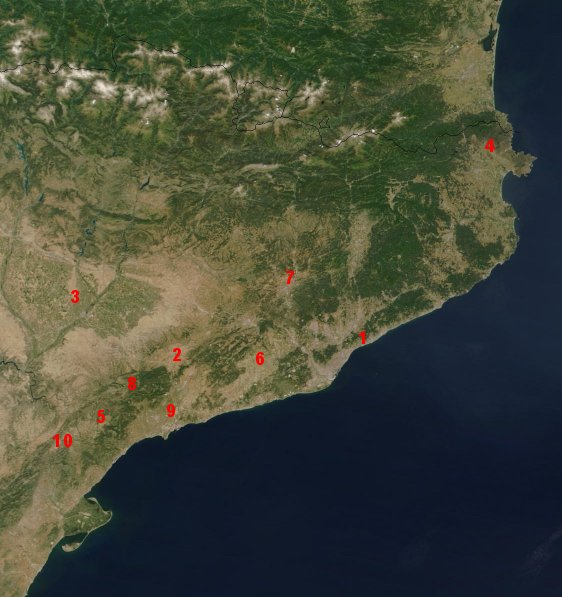
1 DO Alella
2 DO Conca de Barberà
3 DO Costers del Segre
4 DO Empordà
5 DO Montsant
6 DO Penedès
7 DO Pla de Bages
8 DOQ Priorat
9 DO Tarragona
10 DO Terra Alta

El conreu de la vinya a Catalunya es concentra sobretot en les comarques prelitorals, entre la Serralada Prelitoral i la Depressió Prelitoral amb l'excepció de la part oriental més humida (eix del Montnegre, Montseny, les Guilleries i Puigmal). A més, es conrea a les planes de menys altitud de la Depressió Central (el pla de Lleida i el pla de Bages), i als dos vessants de l'Albera (el pla de l'Empordà i el pla del Rosselló). El clima és mediterrani litoral amb estius moderadament calorosos, hiverns freds sense gelades ni pedregades, pluges concentrades a la tardor i la primavera, i ben assolellat amb serralades orientades al sud-est.
La diversitat geogràfica fa que hi hagi una diversitat de terrers agrupats en dotze Denominacions d'Origen que ocupen unes 70 mil hectàrees. Per ordre del nombre d'hectàrees de superfície inscrita, les Denominacions d'Origen són les següents: 
| DO                   | Superfície (hectàrees) |
| -------------------- | ---------------------- |
| DO Penedès           | 27.729                 |
| DO Terra Alta        | 9.224                  |
| DO Catalunya         | 8.690                  |
| DO Tarragona         | 7.391                  |
| DO Conca de Barberà  | 5.871                  |
| DO Costers del Segre | 4.622                  |
| DO Empordà           | 2.070                  |
| DO Montsant          | 2.020                  |
| DOQ Priorat          | 1.650                  |
| DO Alella            | 560                    |
| DO Pla de Bages      | 550                    |

La del Priorat és una Denominació d'Origen Qualificada. La de Catalunya és una denominació regional superposada geogràficament a les altres. A més, existeix la Denominació d'Origen Cava que es troba majoritàriament al Penedès.
Les Denominacions d'Origen depenen de l'Institut Català de la Vinya i el Vi (INCAVI), adscrit al Departament d'Agricultura, Ramaderia i Pesca de la Generalitat de Catalunya.

## Vi
A Catalunya predomina el conreu del raïm blanc en explotacions agràries familiars associades en cooperatives.
Tradicionalment han destacat els vins blancs i els vins licorosos: vi ranci, vi de garnatxa, vi de moscatell, vimblanc. Avui la producció de vi blanc és majoritària a Alella, el Penedès i a Tarragona, i de vi negre a la resta. Els productors són cellers petits o mitjans i només sobresurt l'empresa Torres com a gran del sector. Mentre que les vendes d'exportació són bones, els vins són poc coneguts en el mercat interior. Els restaurants de Catalunya consumeixen un 30% de vi català i les cadenes d'alimentació un 50%
Són varietats blanques autòctones: el macabeu, el xarel·lo, la pansa blanca i el picapoll. Són varietats negres autòctones: el sumoll i el trepat. A més, són varietats tradicionals: la garnatxa, la malvasia, el monestrell, el moscatell, la parellada, el samsó i l'ull de llebre.

## Cava
El cava també s'anomena cava català, ja que el 95% de la producció es fa a Catalunya. Té el seu origen i capital a Sant Sadurní d'Anoia, on es va adaptar el mètode del xampany amb les varietats pròpies: macabeu, parellada i xarel·lo.
La major part de la producció es fa a l'Alt Penedès, però també a la Conca de Barberà i el Tarragonès. És una denominació que no depèn de la Generalitat sinó del Ministeri d'Agricultura, ja que es pot produir a tres comunitats autònomes més: La Rioja, País Valencià i Extremadura.
A diferència del vi, el cava és conegut i valorat pel mercat interior, a més d'una bona exportació a Alemanya, Gran Bretanya i Estats Units. És un producte vinculat a les celebracions i és al Nadal quan es produeix la meitat de les seves vendes.
Destaquen en el sector dues grans empreses, Freixenet i Codorniu, que impulsen la promoció i l'exportació del cava. Darrere d'elles es poden trobar des d'empreses mitjanes fins a caves familiars.

## Productes derivats
El vi nord-català té un producte derivat, el Vabé. Aquesta beguda aperitiva és fabricada amb els mosts dels varietats moscatell, garnatxa, macabeu i malvasia de la denominació ribesaltes, els quals són mesclats amb alcohol i envellides durant a mínim tres anys per crear una beguda de color vermellós i amb un 16% d’alcohol.